# Цибулівська Діброва
Цибулі́вська Дібро́ва — ботанічна пам'ятка природи місцевого значення в Україні. Об'єкт природно-заповідного фонду Вінницької області. 
Розташована в межах Гайсинського району Вінницької області, на південь від села Цибулівка. 
Площа 4 га. Статус надано згідно з рішенням облвиконкому № 384 від 18.08.1983 року і № 371 від 29.08.1984 року. Перебуває у віданні Ободівське лісомисливське господарство (Цибулівське л-во кв. 23, діл. 12). 
Статус надано з метою збереження частини лісового масиву з високопродуктивними насадженнями дуба.